# Teigfarbe (Drucktechnik)
Teigfarben sind Farben, die einen Restanteil von ca. 20 % Wasser enthalten. Deswegen eignen sie sich besonders zur Herstellung von Buntpapieren.

## Herstellung

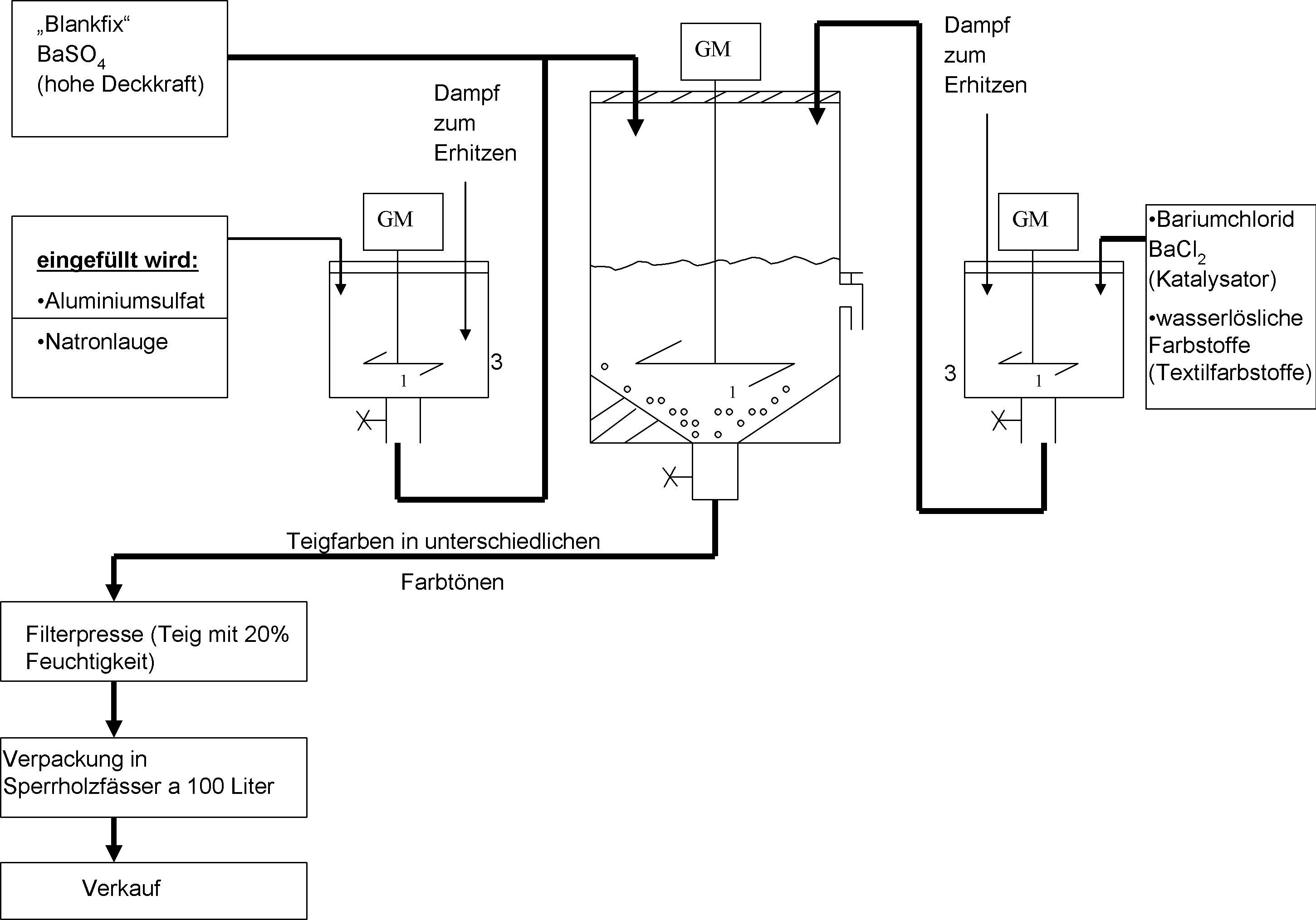
Hier ist in einem Schema die Herstellung der Teigfarbe dokumentiert.
Legende: GM = Getriebemotor; 1 = Rührer; 3 = kleiner Lösebehälter

Zur Herstellung werden als erstes Aluminiumsulfat-Blöcke in einem Lösebehälter (Holzbottich) mithilfe von Dampf gelöst. Diese Lösung wird dann zusammen mit Blankfix (Bariumsulfat) in einen 8 m³ großen Holzbottich vorgelegt. Durch Hinzufügen von geringen Mengen an Natronlauge entsteht ein Blankfix-Aluminiumhydroxid-Gemisch.
Reaktionsgleichung: BaSO4 + 6 NaOH + Al2(SO4)3 reagiert zu BaSO4 + 2 Al(OH)3 + 3 Na2SO4
Jetzt werden die wasserlöslichen Farbstoffe mit Bariumchlorid im Lösebehälter gelöst, in den großen Holzbottich gegeben und verrührt. Es entsteht Teigfarbe. Das Bariumchlorid dient dazu, die löslichen Farbstoffe durch Belacken am Aluminiumhydroxid zu binden. Es bildet sich ein unlöslicher Farbniederschlag, der gut filtrierbar ist. Abschließend wird das Produkt in einer Filterpresse filtriert. Es kann nun in Sperrholzfässer abgepackt und verkauft werden.

## Verwendung
Teigfarben werden vor allem zur Herstellung von Buntpapieren eingesetzt, weil sie durch ihren restlichen Wasseranteil keine Brocken bilden und insbesondere weil sie – bei Verwendung passender Farbstoffe – ungiftig sind.